# Cisatracurium
Cisatracurium, auch Cis-Atracurium, ist ein in Deutschland 1996 eingeführter Arzneistoff aus der Gruppe der nicht-depolarisierenden Muskelrelaxantien. Es entspricht dem cis-cis-Isomer des Racemats Atracurium und ist in diesem zu ca. 15 % enthalten. Es wirkt wie andere nicht-depolarisierende Muskelrelaxantien über eine kompetitive Hemmung von Acetylcholin am nikotinischen Acetylcholinrezeptor.

## Anwendungsgebiete (Indikationen)
Cisatracurium wird eingesetzt, um eine Muskelrelaxierung (Muskelerschlaffung) für Operationen oder andere medizinische Prozeduren, wie z. B. maschinelle Beatmung zu erzielen. Für die Rapid Sequence Induction ist es wegen seiner mittleren Anschlagszeit nicht geeignet (s. u.).

## Pharmakodynamik
Die mittlere ED95 (d. h. die Dosis, die eine 95-prozentige Unterdrückung der Antwort des Musculus adductor pollicis bei Stimulation des Nervus ulnaris bewirkt), liegt bei 0,05 mg/kg Körpergewicht (zum Vergleich: Die ED95 des Racemats Atracurium liegt bei 0,17 mg/kg unter ansonsten vergleichbaren Bedingungen). Bei der doppelten bis vierfachen ED95, d. h. 0,1–0,2 mg/kg Körpergewicht liegt die Zeit bis zur maximalen Wirkung (Anschlagszeit) mit drei bis fünf Minuten im mittleren Bereich. Die Wirkdauer liegt dann mit 30 bis 80 Minuten ebenfalls im mittleren Bereich.
Es führt im Gegensatz zu Atracurium zu einer wesentlich geringeren Histaminfreisetzung. Sein Abbau erfolgt zu 80–90 % durch Hofmann-Elimination und nur zum geringen Teil durch unspezifische Esterasen im Plasma. Dadurch kann es auch gut bei Patienten mit Leber- oder Nierenstörungen angewendet werden, bei denen andere Muskelrelaxantien wegen der verminderten Ausscheidung deutlich längere Wirkungen haben können.
Die erreichten Spiegel des potentiell toxischen Laudanosin sind niedriger als bei Atracurium. Als Arzneistoff wird Cisatracurium vorwiegend als Benzolsulfonsäure-Salz (Besilat) eingesetzt.

## Antagonisierung
Eine spezifische Antagonisierung ist nicht möglich. Bei Bedarf kann mit Cholinesterasehemmern wie Neostigmin durch eine Inhibition des Acetylcholinabbaus dessen Konzentration im synaptischen Spalt und somit an der motorischen Endplatte indirekt erhöht werden. Dadurch wird das Muskelrelaxans wieder vom Rezeptor verdrängt, was einen normalen physiologischen Ablauf der Muskelerregung ermöglicht.

## Chemische Eigenschaften
Das Benzylisochinolinderivat Cisatracurium gehört chemisch zu den Estern, Tetrahydropyridin-Derivaten und Phenolethern. Es ist ein cis-cis-Isomer des Racemats Atracurium.

Struktur von Isochinolin, von denen sich die Benzylisochinolinderivate ableiten.

## Handelsname
Der Handelsname Nimbex wurde von Burroughs Wellcome (jetzt GlaxoSmithKline) entworfen. Er steht für „exzellenter neuromuskulärer Blocker“  (englisch excellent Neuromuscular blocker).